# Crimini (serie televisiva)
Crimini è stata una serie televisiva italiana trasmessa in prima visione dal 2006 al 2010 su Raidue.
La serie è stata diretta da vari registi, e ogni episodio ha una propria trama indipendente e autoconclusiva. Non è quindi possibile riportare una trama generale della serie.

## Episodi
| Stagione         | Episodi | Prima TV  |
| ---------------- | ------- | --------- |
| Prima stagione   | 8       | 2006-2007 |
| Seconda stagione | 8       | 2010      |

## Produzione

### Concezione e peculiarità della serie
Crimini è stata la prima opera audiovisiva prodotta da Rai Fiction impostata come serie antologica.
La serie è ideata e curata da Giancarlo De Cataldo, ed è stata girata fin dall'inizio nel formato panoramico 16:9. È stata trasmessa in prima visione su Raidue e in replica su Rai Premium, Raitre e RaiPlay. La serie non ha personaggi e interpreti fissi: ogni episodio ha una trama indipendente, è ambientato in una diversa città italiana ed è tratto da un racconto di alcuni tra i migliori scrittori di gialli italiani: Giancarlo De Cataldo, Massimo Carlotto, Gianrico Carofiglio, Carlo Lucarelli, Giorgio Faletti, Piergiorgio Di Cara, Sandrone Dazieri, Giampaolo Simi, Marcello Fois, Andrea Camilleri, Diego De Silva. Gli episodi si configurano quindi come film TV a sé stanti.
La serie è composta da due stagioni da otto episodi ciascuna: la prima stagione andò in onda tra il 2006 e il 2007, e la seconda ed ultima stagione andò in onda nel 2010.

### Prima stagione
La prima stagione è composta da otto episodi, trasmessi in prima visione dal 6 dicembre 2006 al 21 dicembre 2007 su Raidue nel formato 4:3 letterbox. Ogni episodio ha una durata di circa 100 minuti.
Nel corso del 2007 gli otto episodi sono stati pubblicati in DVD dalla società di distribuzione 01 Distribution, non in cofanetto bensì in edizione singola: un episodio in ogni disco. Gli episodi di Crimini vengono dunque considerati come film TV a sé stanti anche nel mercato home video. Gli otto DVD-Video sono fuori catalogo e di conseguenza non sono più reperibili nelle videoteche online, ma esclusivamente presso i venditori terzi di Amazon.it, come avviene per molti altri titoli di telefilm e serie animate fuori catalogo.
Dall'antologia Crimini, edita da Einaudi nel 2005, sono stati tratti gli episodi Troppi equivoci di Andrea Camilleri, Il covo di Teresa di Diego De Silva, Il bambino e la befana di Giancarlo De Cataldo, Morte di un confidente di Massimo Carlotto, L'ultima battuta di Sandrone Dazieri.
Gli episodi Rapidamente, Terapia d'urto e Disegno di sangue sono basati su soggetti originali di Carlo Lucarelli, Giorgio Faletti e Marcello Fois. L'episodio Disegno di sangue vede la partecipazione di Valeria Sabel come guest star nel ruolo di Elena.
Tra la fine del 2006 e gli inizi del 2007, la prima stagione ottenne ottimi ascolti, ma venne poi penalizzata a causa dello spostamento dalla prima serata del mercoledì a quella del venerdì.

### Seconda stagione
La seconda stagione è composta anch'essa da otto episodi ed è andata in onda dal 9 aprile 2010 al 28 maggio 2010 sul secondo canale Rai. Il primo e il secondo episodio vennero trasmessi in 4:3 letterbox; i restanti episodi in 16:9.
Dall'antologia Crimini italiani, edita da Einaudi nel 2008, sono stati tratti gli episodi La doppia vita di Natalia Blum di Gianrico Carofiglio, Niente di personale di Carlo Lucarelli, Little Dream di Massimo Carlotto, Neve sporca di Giancarlo De Cataldo e Luce del Nord di Giampaolo Simi.
Bestie è tratto dall'omonimo romanzo di Sandrone Dazieri. Cane Nero e Mork e Mindy sono basati su soggetti originali di Giorgio Faletti e Piergiorgio Di Cara.
L'episodio Neve sporca ha ottenuto una particolare attenzione da parte dei mass media, per via della presenza di Sara Tommasi in una scena di sesso abbastanza spinta. L'episodio Niente di personale vede la partecipazione di Gabriele Mainetti come guest star nel ruolo di un funzionario dell'Arma dei Carabinieri. La seconda stagione non è mai stata distribuita nel mercato home video.
Il 23 aprile 2010 uscì l'album OST (Original Soundtrack) - Crimini [Seconda serie], composto da due dischi che contengono la colonna sonora degli otto episodi della seconda stagione: l'album venne pubblicato sia come CD Audio, sia come prodotto di Google Play Music, di eMusic e di iTunes.

## Riconoscimenti
Al Roma Fiction Fest del 2010, l'episodio Crimini 2: Little Dream è stato premiato nel "Concorso Fiction Italiana Edita - Sezione Miglior Lunga Serie".